# St. Jakobus (Entraching)

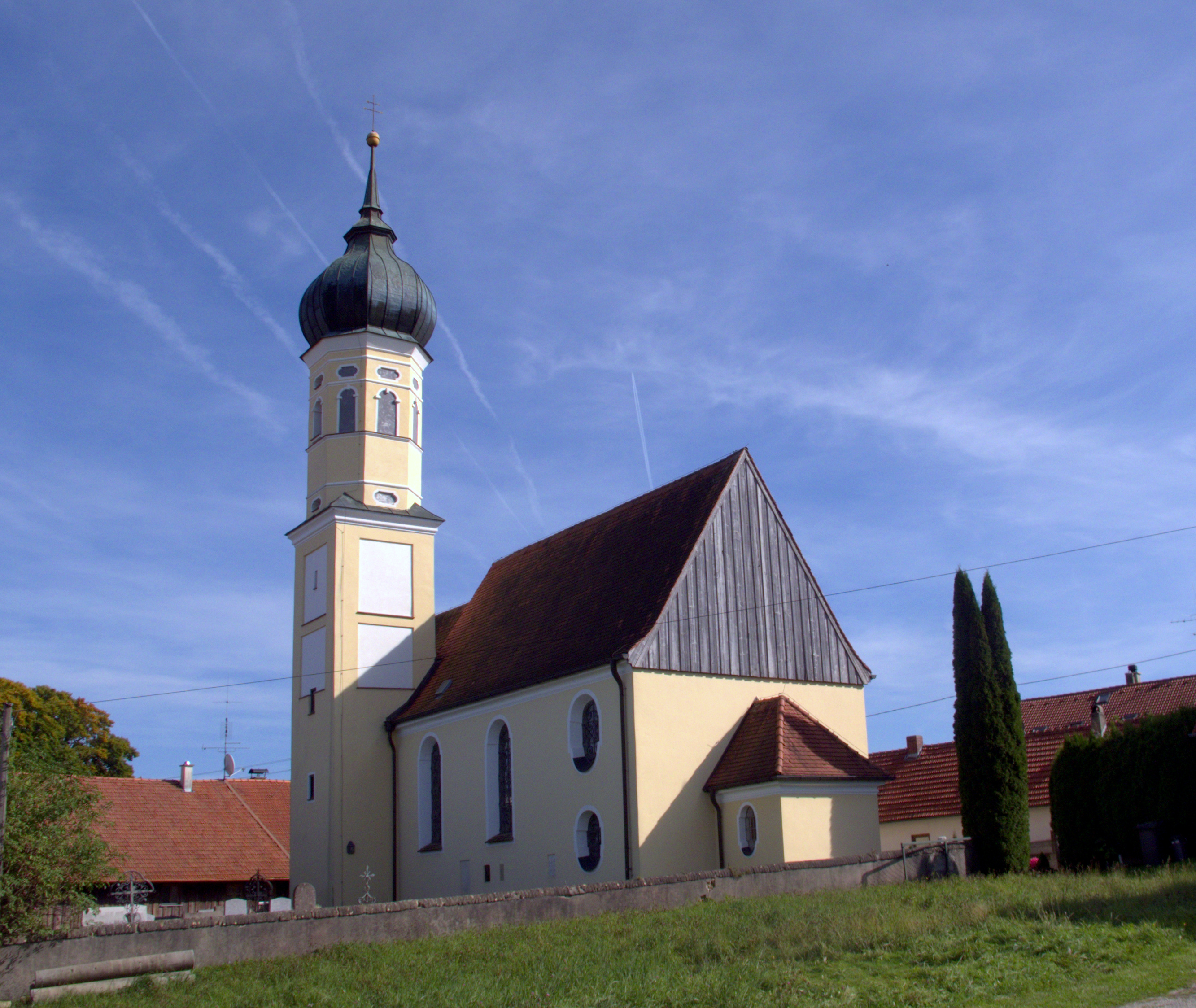
St. Jakobus in Entraching

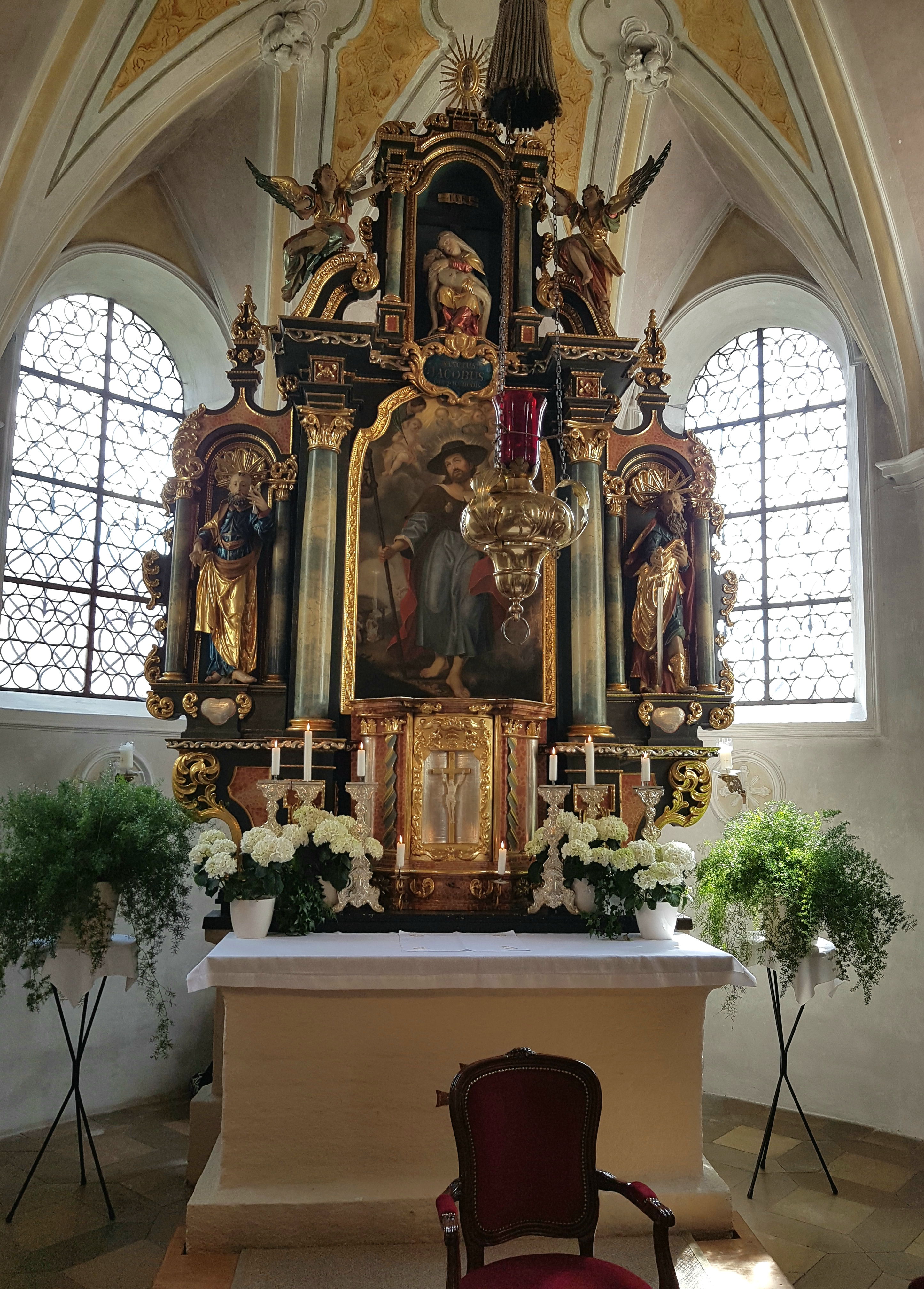
Hochaltar

Die römisch-katholische Pfarrkirche St. Jakobus steht in Entraching, einem Gemeindeteil der Gemeinde Finning im oberbayerischen Landkreis Landsberg am Lech. Das Bauwerk ist in der Liste der Baudenkmäler in Finning als Baudenkmal unter der Nr. D-1-81-120-11 eingetragen. Die Pfarrei gehört zum Dekanat Landsberg des Bistums Augsburg.

## Beschreibung
Die Saalkirche ist im Kern spätgotisch. Sie besteht aus einem Langhaus, einem eingezogenen, dreiseitig geschlossenen Chor im Osten, einem Chorflankenturm an der Nordwand und einer Sakristei mit darüber liegendem Oratorium an der Südwand des Chors. Im Vorzeichen im Westen befindet sich der Grabstein eines Pfarrers von 1580. Der Chorflankenturm auf quadratischem Grundriss wurde 1730 mit einem achteckigen Geschoss aufgestockt und mit einer Zwiebelhaube bedeckt. 
Der von den Skulpturen des Simon Petrus und des Paulus von Tarsus flankierte Hochaltar wurde um 1680 aufgestellt. Im Innenraum des Langhauses befinden sich eine Mater Dolorosa und ein Kruzifix, die Johann Luidl um 1730 geschaffen hat. Die Deckenmalereien im Innenraum wurden erst 1965 eingefügt.